# Jasionówka (gmina)
Pour les articles homonymes, voir Jasionówka.
La gmina de Jasionówka est une commune rurale polonaise de la voïvodie de Podlachie et du powiat de Mońki. Elle s'étend sur 96,73 km2 et comptait 2 962 habitants en 2006. Son siège est le village de Jasionówka qui se situe à environ 16 kilomètres à l'est de Mońki et à 33 kilomètres au nord de Białystok.

## Villages
La gmina de Jasionówka comprend les villages et localités de Brzozówka Folwarczna, Czarnystok, Dobrzyniówka, Górnystok, Jasionóweczka, Jasionówka, Kalinówka Królewska, Kamionka, Kąty, Koziniec, Krasne Folwarczne, Krasne Małe, Krasne Stare, Krzywa, Kujbiedy, Łękobudy, Milewskie et Słomianka.

## Gminy voisines
La gmina de Jasionówka est voisine des gminy de Czarna Białostocka, Jaświły, Knyszyn et Korycin.